# Star Screen Award/Beste Hauptdarstellerin
Der Star Screen Award Best Actress ist eine Kategorie des indischen Filmpreises Star Screen Award.
Der Star Screen Award Best Actress wird seit 1994 vergeben und von einer angesehenen Jury der Bollywoodfilmindustrie gewählt. Die Gewinner werden jedes Jahr im Januar bekanntgegeben. 
Vidya Balan erhielt im Jahr 2013 zum vierten Mal in Folge die Auszeichnung als beste Schauspielerin, Madhuri Dixit ist dreimalige Gewinnerin dieses Preises. Andere beliebte Schauspielerinnen wie Kajol, Rani Mukerji, Aishwarya Rai, Kareena Kapoor und Priyanka Chopra haben den Preis jeweils zweimal gewonnen.  
Liste der Gewinner:
| Jahr | Schauspielerin   | Film                           | Deutscher Titel                  |
| ---- | ---------------- | ------------------------------ | -------------------------------- |
| 1995 | Madhuri Dixit    | Hum Aapke Hain Koun...!        | —                                |
| 1996 | Madhuri Dixit    | Raja                           | —                                |
| 1997 | Manisha Koirala  | Khamoshi: The Musical          | —                                |
| 1998 | Madhuri Dixit    | Mrityudand                     | —                                |
| 1999 | Kajol            | Dushman                        | —                                |
| 2000 | Aishwarya Rai    | Hum Dil De Chuke Sanam         | Ich gab Dir mein Herz, Geliebter |
| 2001 | Tabu             | Astitva                        | —                                |
| 2002 | Kajol            | Kabhi Khushi Kabhie Gham       | In guten wie in schweren Tagen   |
| 2003 | Aishwarya Rai    | Devdas                         | Devdas – Flamme unserer Liebe    |
| 2004 | Urmila Matondkar | Bhoot                          | —                                |
| 2005 | Rani Mukerji     | Hum Tum                        | Ich & Du – Verrückt vor Liebe    |
| 2006 | Rani Mukherji    | Black                          | —                                |
| 2007 | Kareena Kapoor   | Omkara                         | —                                |
| 2008 | Kareena Kapoor   | Jab We Met                     | Jab We Met – Als ich Dich traf   |
| 2009 | Priyanka Chopra  | Fashion                        | —                                |
| 2010 | Vidya Balan      | Paa                            | —                                |
| 2011 | Vidya Balan      | Ishqiya                        | —                                |
| 2012 | Vidya Balan      | The Dirty Picture              | —                                |
| 2013 | Vidya Balan      | Kahaani                        | —                                |
| 2014 | Deepika Padukone | Chennai Express                | Chennai Express                  |
| 2014 | Deepika Padukone | Goliyon Ki Raasleela Ram-Leela | —                                |
| 2015 | Priyanka Chopra  | Mary Kom                       | —                                |
| 2016 | Deepika Padukone | Piku                           | —                                |
| 2017 | Alia Bhatt       | Udta Punjab                    | —                                |
| 2018 | Vidya Balan      | Tumhari Sulu                   | —                                |
| 2019 | Alia Bhatt       | Raazi                          | —                                |
| 2020 | Alia Bhatt       | Gully Boy                      | —                                |